# Skaga
Skaga est une localité du comté de Nordland, en Norvège.

## Géographie
Administrativement, Skaga fait partie de la kommune de Dønna.